# Jim Rowinski
James Rowinski, (Long Island, Nueva York, 4 de enero de 1961-2 de febrero de 2024) fue un jugador de baloncesto estadounidense. Con 2.03 de estatura, su puesto natural en la cancha era el de ala-pívot. 

## Trayectoria
- Universidad de Purdue (1980-1984)
- Long Island Knights (1988)
- Topeka Sizzlers (1988-1989)
- Detroit Pistons (1989)
- Philadelphia 76ers (1989)
- Topeka Sizzlers (1989-1990)
- Miami Heat (1990)
- Yakima Sun Kings (1990-1991)
- Club Baloncesto Breogán (1991)
- Castors Braine (1991–1992)
- Yakima Sun Kings (1992)
- Long Island Surf (1992)
- Pınar Karşıyaka (1992-1993)
- Long Island Surf (1995)
- Miami Tropics (1995)
- Memphis Fire (1995)
- Yakima Sun Kings (1996)
- Long Island Surf (1997)